# Orlivka (Crimea)
|  | Per a altres significats, vegeu «Orlovka». |

Orlivka (en (ucraïnès) Орлівка, en rus: Орловка) és un poble de la República Autònoma de Crimea a Ucraïna, que el 2014 tenia 787 habitants. Pertany al districte rural de Rozdólne.